# 普萊森特萊克 (密歇根州)
普萊森特萊克（英語：Pleasant Lake）是位於美國密歇根州傑克遜縣亨利埃塔鎮區的一個非建制地區。

## 地理
普萊森特萊克所處的海拔為高於海平面291米（即955英呎），而該地所採用的時區為UTC-5，即北美东部時區（EST）。同時該地設有夏令時間，為UTC-5調快一小時，即UTC-4（EDT）。